# تفاعل خلوي-خلوي
تفاعل الخلية الخلوية يشير إلى التفاعلات المباشرة بين سطوح الخلايا التي تلعب دورًا حاسمًا في تطور ووظائف الكائنات الحية متعددة الخلايا. تسمح هذه التفاعلات للخلايا بالتواصل مع بعضها البعض استجابة للتغيرات في البيئة المجهرية (المكروية).
هذه القدرة على إرسال واستقبال الإشارات ضرورية لبقاء الخلية. يمكن أن تكون التفاعلات بين الخلايا مستقرة مثل تلك التي تتم عبر الموصلات الخلوية . وتشارك هذه الموصلات في الاتصال وتنظيم الخلايا داخل نسيج معين.البعض الآخر زائل أو مؤقت مثل تلك الموجودة بين خلايا الجهاز المناعي أو التفاعلات الموجودة في التهاب الأنسجة. تتميز هذه الأنواع من التفاعلات بين الخلايا عن غيرها من الأنواع مثل تلك التي بين الخلايا والنسيج بين الخلوي . فقدان الاتصال بين الخلايا يمكن أن يؤدي إلى نمو خلايا لا يمكن السيطرة عليها والسرطان.

## التفاعلات المستقرة
تفاعل الخلايا الخلوية بصورة مستقرة مطلوب من أجل التصاق الخلايا داخل النسيج و التحكم في شكل و وظيفة الخلايا. تتضمن هذه التفاعلات المستقرة الروابط بين الخلايا و هي عبارة عن تراكيب عديدة البروتينات المعقدة توفر الاتصال و التلامس بين الخلايا المتجاورة.
تقوم الروابط الخلوية بالحفاظ على صفائح الخلايا الطلائية و اعطاءها الوظيفة المناسبة. تعتبر هذه الروابط مهمة في عملية تنظيم الأنسجة بحيث تستطيع خلايا النوع الواحد من الأنسجة أن ترتبط ببعضها البعض فقط و لا تستطيع أن ترتبط بأنسجة أخرى من غير النوع.

### الروابط الضيقة
الروابط الضيقة عبارة عن معقدات متعددة البروتينات تحمل خلايا من نفس الأنسجة معا وتمنع حركة الماء والجزيئات القابلة للذوبان في الماء بين الخلايا. في الخلايا الظهارية ، تعمل أيضًا لفصل السائل خارج الخلية المحيط بالأغشية القمية والباقية. توجد هذه الوصلات كحزام مستمر يقع مباشرة أسفل السطح القمي بين أغشية الخلايا الطلائية المجاورة. تتشابك الوصلات الضيقة على الخلايا المجاورة لإنتاج خاتم بين الأنسجة المختلفة وتجاويف الجسم. على سبيل المثال ، يعمل السطح القمي من الخلايا الطلائية المعوية كحاجز انتقائي انتقائي يفصل البيئة الخارجية عن الجسم. وتعتمد نفاذية هذه الوصلات على مجموعة متنوعة من العوامل بما في ذلك تركيبة البروتين لتلك الوصلة ونوع الأنسجة والإشارات الصادرة عن الخلايا. تتكون التقاطعات الضيقة من العديد من البروتينات المختلفة. بروتينات الغشاء الرئيسية الأربعة هي occludin ، كلودين ، جزيئات الالتصاق الوصلات (JAMs) و tricellulins. تشكل المجالات خارج الخلوية من هذه البروتينات حاجز الوصل الضيق من خلال جعل homophilic (بين البروتينات من نفس النوع) والتفاعلات المتغايرة (بين أنواع مختلفة من البروتينات) مع مجالات البروتين على الخلايا المجاورة. تتفاعل مجالاتها السيتوبلازمية مع الهيكل الخلوي الخلوي لترسيخها.

### الروابط الثابتة
من بين الأنواع الثلاثة من الروابط الثابتة ، هناك طرفان فقط يشاركان في تفاعلات الخلايا الخلوية: الالتصاق بالروابط والديسموسومات. كلاهما موجود في العديد من أنواع الخلايا. ترتبط الخلايا الطلائية المجاورة عن طريق تقاطعات ملتصقة على أغشيتها الجانبية. وهي تقع مباشرة أسفل التقاطعات الضيقة. وتتمثل وظيفتها في إعطاء الشكل والتوتر للخلايا والأنسجة ، كما أنها موقع لإشارات الخلايا الخلوية. يتم إجراء تقاطعات Adherens من جزيئات التصاق الخلايا من عائلة كادهيرين. هناك أكثر من 100 نوع من الكادهيرين ، تتوافق مع أنواع مختلفة من الخلايا والأنسجة مع احتياجات الروابط الثابتة المختلفة. الأكثر شيوعا هي كاثرين E- ، N- و. عند تقاطع الخلايا الطلائية ، يكون E-cadherin هو الأكثر احتياطًا.
كما توفر Desmosomes القوة والمتانة للخلايا والأنسجة وتقع تحت تقاطع adherens. هم مواقع من الالتصاق. وهي مصنوعة من اثنين من الكادهيرين المتخصصين ، ديسموغلين وديسموكولن. تحتوي هذه البروتينات على نطاقات خارج الخلية تتفاعل مع بعضها البعض على الخلايا المجاورة. على الجانب السيتوبلازمي ، تشكل البلاكات اللويحات التي ترتكز على ديسموسومات إلى خيوط متوسطة تتألف من بروتينات الكيراتين. تلعب الديسيموسومات أيضًا دورًا في تشوير الخلايا الخلوية.

### موصل فجوي
هي الموقع الرئيسي للإشارات أو الاتصالات الخلوية الخلوية التي تسمح بنشر جزيئات صغيرة بين الخلايا المجاورة. في الفقاريات ، تتكون تقاطعات الفجوة من بروتينات عبر الغشاء تُسمى connexins. فهي تشكل مسام أو قنوات سداسية يمكن من خلالها مرور الأيونات والسكريات وغيرها من الجزيئات الصغيرة. كل مسام مصنوع من 12 جزيء connexin. 6 تشكيل خلية hemichannel على غشاء خلية واحدة والتفاعل مع hemichannel على غشاء الخلية المجاورة. وينظم نفاذية هذه التقاطعات بالعديد من العوامل بما في ذلك تركيز الأس الهيدروجيني + Ca2 +

### البروتينات المستقبلة في إشارة الاتصال المباشر
بروتينات المستقبلات على سطح الخلية لديها القدرة على ربط جزيئات معينة من الإشارات التي تفرزها الخلايا الأخرى. تسمح إشارات الخلية للخلايا بالاتصال بالخلايا المجاورة والخلايا المجاورة (paracrine) وحتى الخلايا البعيدة (الغدد الصماء). يؤدي هذا الارتباط إلى تغير في التكوين في المستقبل والذي يؤدي بدوره إلى ظهور استجابة في الخلية المقابلة. وتشمل هذه الاستجابات تغييرات في التعبير الجيني وتعديلات في هيكل الهيكل الخلوي. يحتوي السطح الخارج عن الخلية لغشاء البلازما على مجموعة متنوعة من البروتينات والكربوهيدرات والدهون التي تخرج إلى الخارج وتعمل كإشارات. يسمح الاتصال المباشر بين الخلايا للمستقبلات الموجودة على خلية واحدة بربط الجزيئات الصغيرة المتصلة بغشاء البلازما لخلية مختلفة. في حقيقيات النواة ، يتصل العديد من الخلايا أثناء التطور المبكر من خلال الاتصال المباشر.يحدث التشابك المتشابك ، وهو جزء لا يتجزأ من نشاط الجهاز العصبي ، بين الخلايا العصبية والخلايا المستهدفة. يمكن لهذه الخلايا المستهدفة أيضا أن تكون الخلايا العصبية أو أنواع الخلايا الأخرى (أي خلايا العضلات أو الغدة). Protocadherins ، وهو عضو في عائلة cadherin ، تتوسط التصاق الخلايا العصبية إلى الخلايا المستهدفة في نقاط الاشتباك العصبي المعروفة باسم التقاطعات متشابك. من أجل أن يحدث الاتصال بين الخلايا العصبية والخلية المستهدفة ، تنتقل موجة من الاستقطاب إلى طول العصبون وتؤدي إلى إطلاق الناقلات العصبية في الوصلة المشبكية. وتربط هذه الناقلات العصبية وتفعِّل المستقبلات على العصبونات ما بعد المشبكية ، وبذلك تنقل الإشارة إلى الخلية المستهدفة. وهكذا ، ينتمي غشاء ما بعد المشبكي إلى الغشاء الذي يستقبل الإشارة ، في حين أن الغشاء ما قبل المشبكي هو مصدر النواقل العصبية. في الوصل العصبي العضلي ، يتم تشكيل المشبك بين الخلايا العصبية الحركية والألياف العضلية. في الفقاريات ، يعمل acetylcholine المنطلق من العصبون الحركي كمُرسل عصبي يزيل استقطاب ألياف العضلات ويسبب انكماش العضلات. تسمح قدرة الخلايا العصبية على استقبال ودمج الإشارات المتزامنة من البيئة والخلايا العصبية الأخرى بسلوك حيواني معقد.

### تفاعلات الخلايا الخلوية النباتية
الخلايا النباتية محاطة بجدران الخلية التي تمثل حواجز في التواصل مع الخلايا الخلوية. يتم التغلب على هذا الحاجز عن طريق تقاطعات متخصصة تسمى plasmodesmata. وهي تشبه تقاطعات الفجوات ، التي تربط العصارة الخلوية للخلايا المجاورة. يمكن للجزيئات الصغيرة (أقل من 1000 دا) ، مثل الأيونات والأحماض الأمينية والسكريات ، الانتشار بحرية من خلال البلازموديماتا. تتضمن هذه الجزيئات الصغيرة جزيئات الإشارة وعوامل النسخ. يتم تنظيم حجم القناة أيضًا للسماح للجزيئات التي يصل حجمها إلى 10000 في الحجم. وتعتمد نفاذية هذه القنوات على العديد من العوامل ، بما في ذلك تركيز Ca2 +. زيادة في تركيز Ca2 + cytosolic سيحدّ بشكل عكسي من المرور عبر plasmodesmata. بخلاف تقاطعات الفجوة ، تندمج أغشية الخلايا في الخلايا المجاورة لتشكل قناة مستمرة تسمى الحلقة. بالإضافة إلى ذلك ، داخل القناة ، هناك امتداد للشبكة الإندوبلازمية ، تدعى ديتموتولي ، والتي تمتد بين الخلايا. تلعب تفاعلات الخلايا الخلوية التي ييسرها البلاسوميزماتا دورًا مهمًا في تطوير الخلايا والأنسجة النباتية والدفاع ضد العدوى الفيروسية.

## تفاعلات عابرة

### جهاز المناعة
تدمر كريات الدم البيضاء أو خلايا الدم البيضاء الخلايا غير الطبيعية وتوفر أيضًا الحماية ضد البكتيريا والمواد الغريبة الأخرى. هذه التفاعلات مؤقتة في طبيعتها ولكنها حاسمة كرد فعل مناعي فوري. لمكافحة العدوى ، يجب أن تنتقل الكريات البيضاء من الدم إلى الأنسجة المصابة. تسمى هذه الحركة في الأنسجة التسرب. يتطلب ذلك تكوينًا متعاقبًا وكسرًا لتفاعلات الخلايا الخلوية بين الخلايا الكريات البيض والخلايا البطانية التي تبطِّن الأوعية الدموية. تتوسط هذه التفاعلات الخلوية الخلوية بشكل رئيسي بواسطة مجموعة من جزيئات الالتصاق الخلوي (CAMs) تسمى selectins. تتفاعل الخلايا التائية المساعدة ، المركزية في الجهاز المناعي ، مع الكريات البيض الأخرى عن طريق إطلاق الإشارات المعروفة باسم السيتوكينات التي تعمل على تنشيط وتحفيز تكاثر الخلايا البائية والخلايا المساعدة التائية القاتلة. كما تتفاعل الخلايا المساعدة مباشرة مع البلاعم والخلايا التي تبتلع المادة الغريبة وعرضها. المستضدات على سطحه. الخلايا التائية المساعدة التي تمتلك المستقبلات المناسبة يمكن أن ترتبط بهذه المستضدات وتتكاثر مما يؤدي إلى خلايا T-helper التي لديها القدرة على تحديد نفس المستضدات.

### تجلط الدم
يعتمد تخثر الدم أو تخثر الدم على التفاعل بين الصفائح الدموية بالإضافة إلى إنتاج الفيبرين. عندما تتلف البطانة أو بطانة الأوعية الدموية ، فإن الأنسجة الضامة بما في ذلك ألياف الكولاجين تكون مكشوفة محليًا. في البداية ، تلتصق الصفائح الدموية بالنسيج الضام المكشوف من خلال مستقبلات محددة من سطح الخلية. ويتبع ذلك تنشيط الصفائح الدموية وتجميعها حيث تصبح الصفائح الدموية مرتبطة بقوة وتطلق مواد كيميائية تجند الصفائح الدموية المجاورة إلى موقع الإصابة الوعائية. ثم تشكل شبكة من الفيبرين حول هذا التجمع من الصفائح الدموية لزيادة قوة الجلطة

### تفاعلات الخلايا بين البكتيريا
تتفاعل الكائنات البكتيرية بطريقة مشابهة لخلايا الأنسجة. يتواصلون من خلال التفاعلات الفيزيائية وجزيئات الإشارة مثل اللاكتونات المثلية والببتيدات كوسيلة للتحكم في الأيض وتنظيم النمو. مثال شائع وواحد من أكثر أشكال تفاعل الخلايا البكتيرية درسًا هو بيوفيلم. Biofilm عبارة عن ركام خلية يمكن ربطه بالأسطح البيولوجية أو اللاأحيائية. تشكل البكتيريا الأغشية الحيوية للتكيف مع بيئات مختلفة مثل التغيرات في توافر الركيزة. على سبيل المثال ، يزيد تكوين البيوفيلم من مقاومة الخلية البكتيرية للمضادات الحيوية مقارنة بالخلايا التي لا تشكل جزءًا من الركام.

## الآثار الباثولوجية

### السرطان
يمكن أن ينتج السرطان عن فقدان تفاعل الخلايا الخلوية. في الخلايا الطبيعية ، يتم التحكم في النمو عن طريق تثبيط التلامس ، حيث يؤدي التلامس مع الخلايا المجاورة إلى حدوث حيلة في نمو الخلايا. يُعتقد أن التثبيط في الاتصال يتم بوساطة كادهيرين ، وهي بروتينات تلعب دورًا هامًا في الالتصاق الخلوي. يمنع هذا التثبيط من تراكم الخلايا فوق بعضها البعض وتكوين التلال. ومع ذلك ، في الخلايا السرطانية حيث يتم فقدان التعبير عن E - كادهيرين ، يتم فقدان تثبيط الاتصال ويؤدي إلى نمو أو انتشار غير المنضبط ، وتشكيل الورم ، ورم خبيث.

### مسببات الأمراض البكتيرية
من أجل البكتيريا المسببة للأمراض لغزو خلية ، مطلوب التواصل مع الخلية المضيفة. الخطوة الأولى لغزو البكتيريا هي عادة الالتصاق بالخلايا المضيفة. ترسيخ قوي ، سمة تحدد الفوعة ، يمنع البكتيريا من أن تغسل بعيدا قبل حدوث العدوى. يمكن أن ترتبط الخلايا البكتيرية بالعديد من بنى سطح الخلية المضيفة مثل الجليكوليبيدات glycoproteins التي تعمل كمستقبلات ملحقة. بمجرد إرفاقها ، تبدأ البكتيريا بالتفاعل مع المضيف لتعطيل عملها الطبيعي وتعطيل أو إعادة ترتيب هيكلها الخلوي. يمكن أن تتفاعل البروتينات الموجودة على سطح البكتيريا مع مستقبلات البروتين على المضيف وبالتالي تؤثر على نقل الإشارة داخل الخلية. تعتبر التعديلات على الإشارات مواتية للبكتيريا لأن هذه التعديلات توفر الظروف التي يمكن أن يجتاحها العامل الممرض. العديد من مسببات الأمراض لديها أنظمة إفراز من النوع الثالث التي يمكن أن تضخ مباشرة بروتينات السموم في الخلايا المضيفة. هذه السموم تؤدي في نهاية المطاف إلى إعادة ترتيب الهيكل الخلوي ودخول البكتيريا.

### الأمراض
تكون تفاعلات الخلايا الخلوية محددة للغاية ويتم تنظيمها بإحكام. يمكن أن تسبب العيوب الوراثية وعسر التنظيم لهذه التفاعلات العديد من الأمراض المختلفة. يمكن أن يؤدي اختلال الهلع الذي يؤدي إلى هجرة الكريات البيض إلى أنسجة سليمة إلى حالات مثل متلازمة الضائقة التنفسية الحادة وبعض أنواع التهاب المفاصل. وينتج مرض فقاع المناعة الذاتية الفقاعية عن الأضداد الذاتية إلى ديسموغلين وبروتينات الجسم الطبيعية الأخرى. تقوم الأجسام المضادة الذاتية بتعطيل الالتصاق بين الخلايا الظهارية. هذا يسبب بثور الجلد والأغشية المخاطية. الطفرات في جينات connexin تسبب 8 أمراض الإنسان بما في ذلك تشوهات القلب وصمم الجهاز العصبي